# 嘉陵道街道
嘉陵道街道，是中华人民共和国天津市南开区下辖的一个乡镇级行政单位。

## 行政区划
嘉陵道街道下辖以下地区：
宜宾东里社区、宜宾西里社区、泊江里社区、罗江里社区、雅安东里社区、咸阳里社区、嘉陵北里社区、南江东里社区、南江西里社区、雅安西里社区、金川里社区、汶川里社区、易川里社区、川南里社区、云龙里社区和桂荷园社区。